# Henri Albertini
Pour les articles homonymes, voir Albertini.

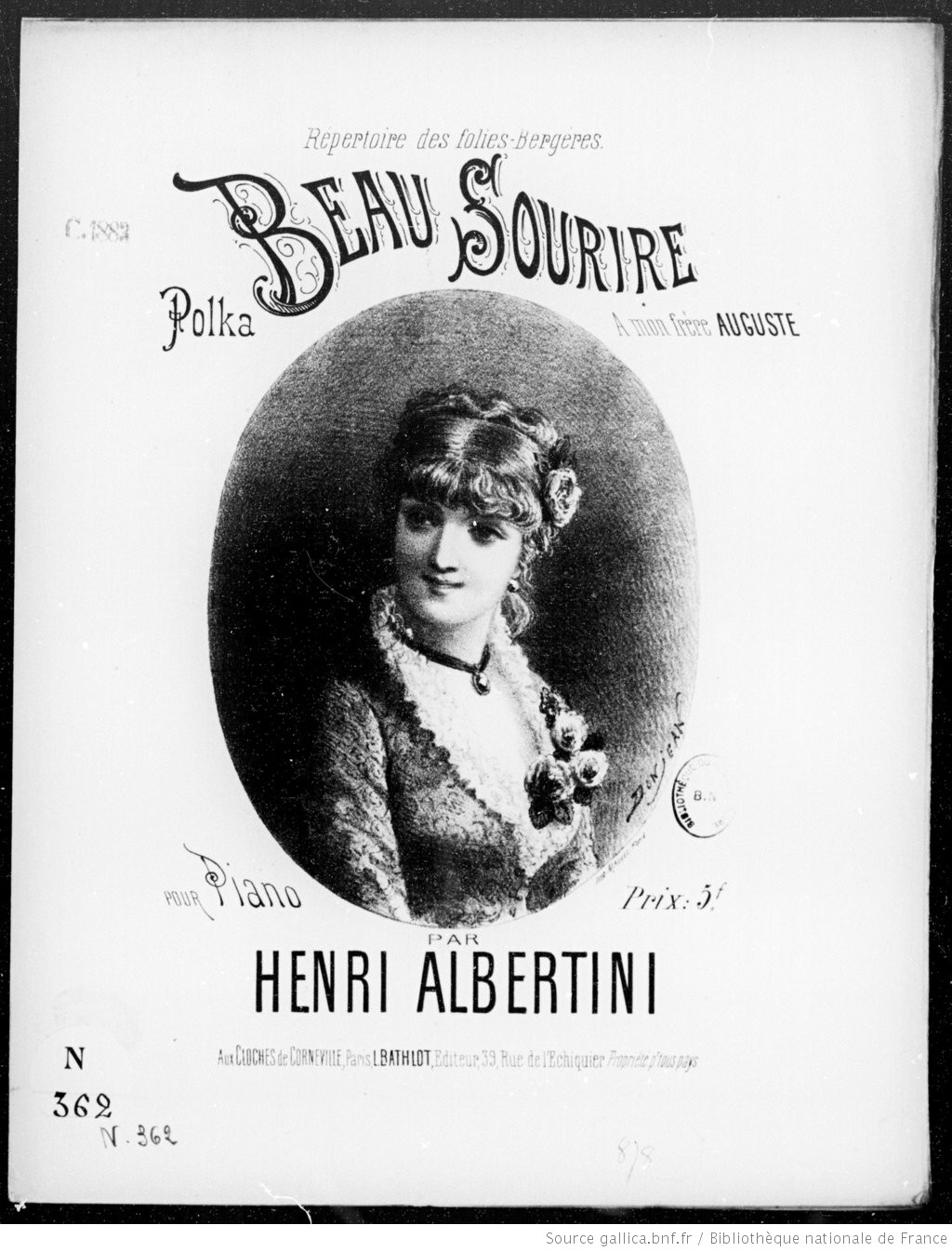
Beau sourire, polka pour piano par Henri Albertini, illustration de Gustave Donjean

Henri Albertini, né à Blida le 4 décembre 1851 et mort à Paris le 26 août 1895, est un compositeur de romances chantées et de pièces pour piano français de la fin du XIXe siècle.

## Biographie
On lui doit une quarantaine de compositions pour piano ou clavecin sur des paroles, entre autres, d'Eugène Héros, Jules Jouy, Octave Pradels, Félix Baumaine, Charles Blondelet ou Francis Tourte parmi les plus célèbres.